# Heflin (Alabama)
Heflin – miasto w Stanach Zjednoczonych, w stanie Alabama, stolica hrabstwa Cleburne.

## Demografia
W 2010 liczyło 3480 mieszkańców. W 2023 liczba mieszkańców wzrosła do 3507 osób, a gęstość zaludnienia do 112,8 osoby/km².